# Полевичка волосистая
Полевичка волосистая (лат. Eragrostis pilosa) — вид травянистых растений рода Полевичка (Eragrostis) семейства Злаки (Poaceae).

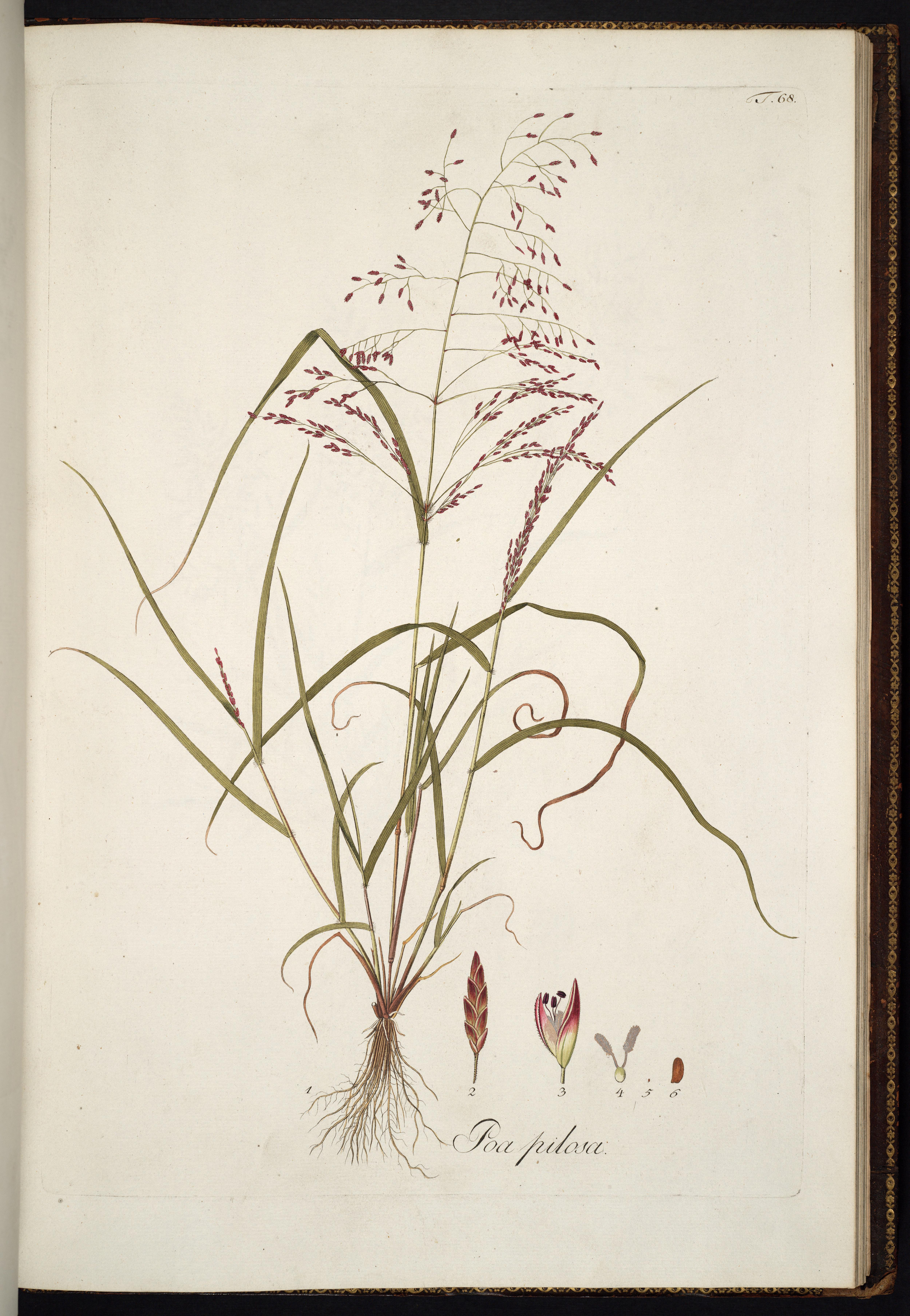

## Ботаническое описание

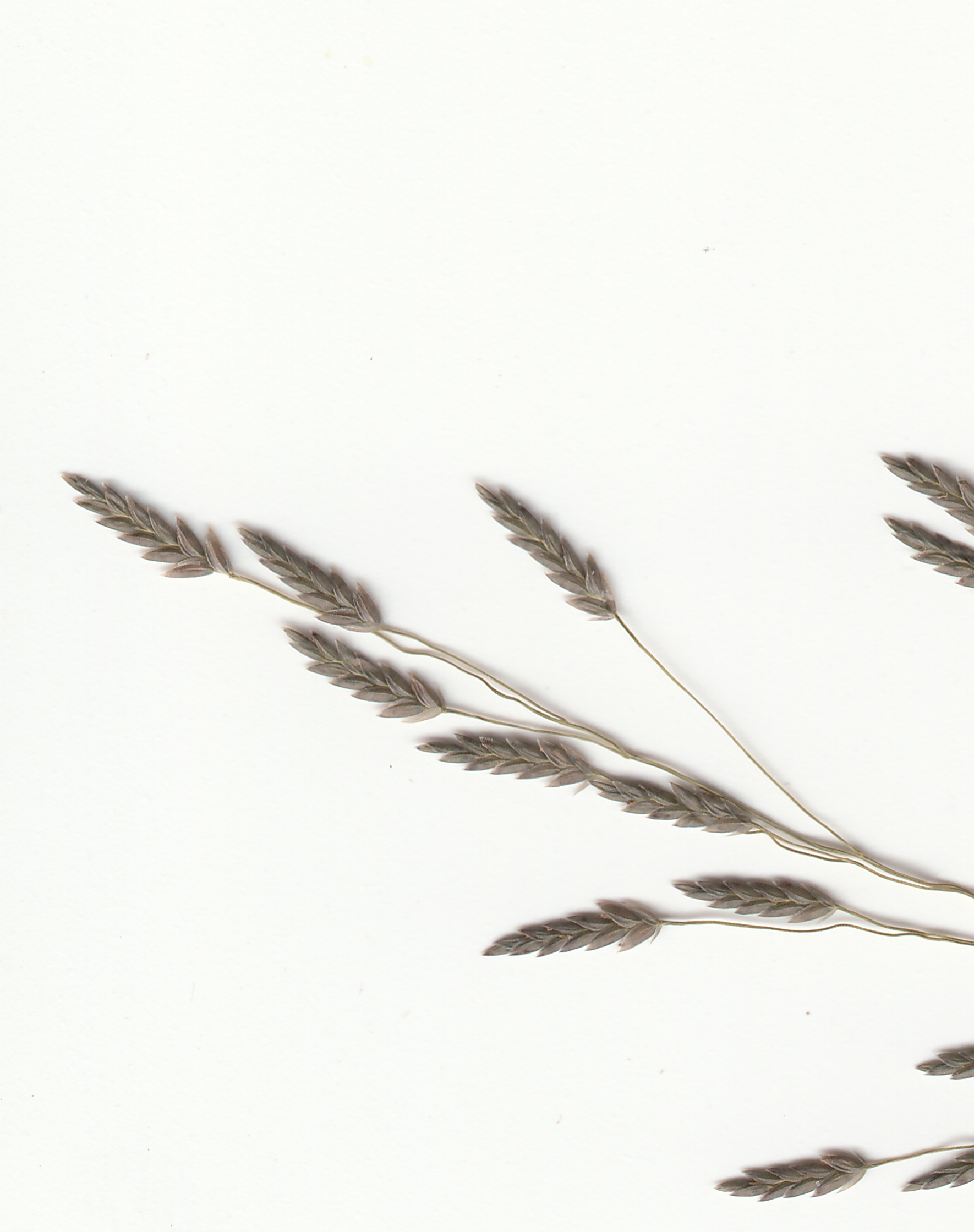
Колоски

Однолетнее травянистое растение, с тонкими мочковидными корнями и более или менее раскинутыми, восходящими, реже лежачими стеблями 6—40 см длиной. Листья 2—4, реже до 5 мм шириной, голые или лишь на самой верхушке с пучком длинных волосков. Язычка нет, вместо него бахромка из волосков.
Метёлка раскидистая, 5—15 см длиной и 2,5—8 мм шириной, первичные доли её 7,5—5 см длиной почти горизонтально отклонённые, тонкие, отходят от общего стержня обыкновенно по нескольку вместе, по крайней мере нижние, которые усажены при основании очень длинными тонкими волосками, очень редко голые. Колоски фиолетово-серые, 4—9-цветковые, 3—5 мм длиной и 1—1,5 мм шириной. Зерновка желтовато-бурая, овальная, до 1 мм длиной и 0,5 мм шириной.

## Распространение и экология
Евразия и Африка. Встречается на песчаных и галечниковых берегах рек, на песчанистых лугах, иногда как сорное около жилых мест.

## Синонимы
- Catabrosa verticillata (Cav.) P.Beauv.
- Eragrostis afghanica Gand.
- Eragrostis bagdadensis Boiss.
- Eragrostis baguirmiensis A.Chev.
- Eragrostis bicolor Boiss.
- Eragrostis bithynica Griseb.
- Eragrostis collocarpa K.Schum.
- Eragrostis filiformis Link
- Eragrostis gracilis Schrad.
- Eragrostis gracillima Hack.
- Eragrostis indica (J.Koenig ex Rottler) Willd. ex Steud.
- Eragrostis jeholensis Honda
- Eragrostis linkii (Kunth) Steud.
- Eragrostis longipes Keng
- Eragrostis multispicula Kitag.
- Eragrostis petersii Trin.
- Eragrostis punctata (L.f.) Link ex Steud.
- Eragrostis senegalensis (Desv.) A.Chev.
- Eragrostis tenuiflora Rupr. ex Steud.
- Eragrostis verticillata (Cav.) P.Beauv.
- Poa bohemica J.C.Mayer ex Mert. & W.D.J.Koch
- Poa chilensis Steud.
- Poa delicatior Steud.
- Poa eragrostis Walter
- Poa indica J.Koenig ex Rottler
- Poa linkii Kunth
- Poa mexicana Link
- Poa pilosa L.basionym
- Poa plumosa Schrad.
- Poa poiretii Roem. & Schult.
- Poa punctata L.f.
- Poa senegalensis Desv.
- Poa tenella Pall.
- Poa tenuiflora Steud.
- Poa verticillata Cav.

и другие.